# Ruta románica de Alsacia

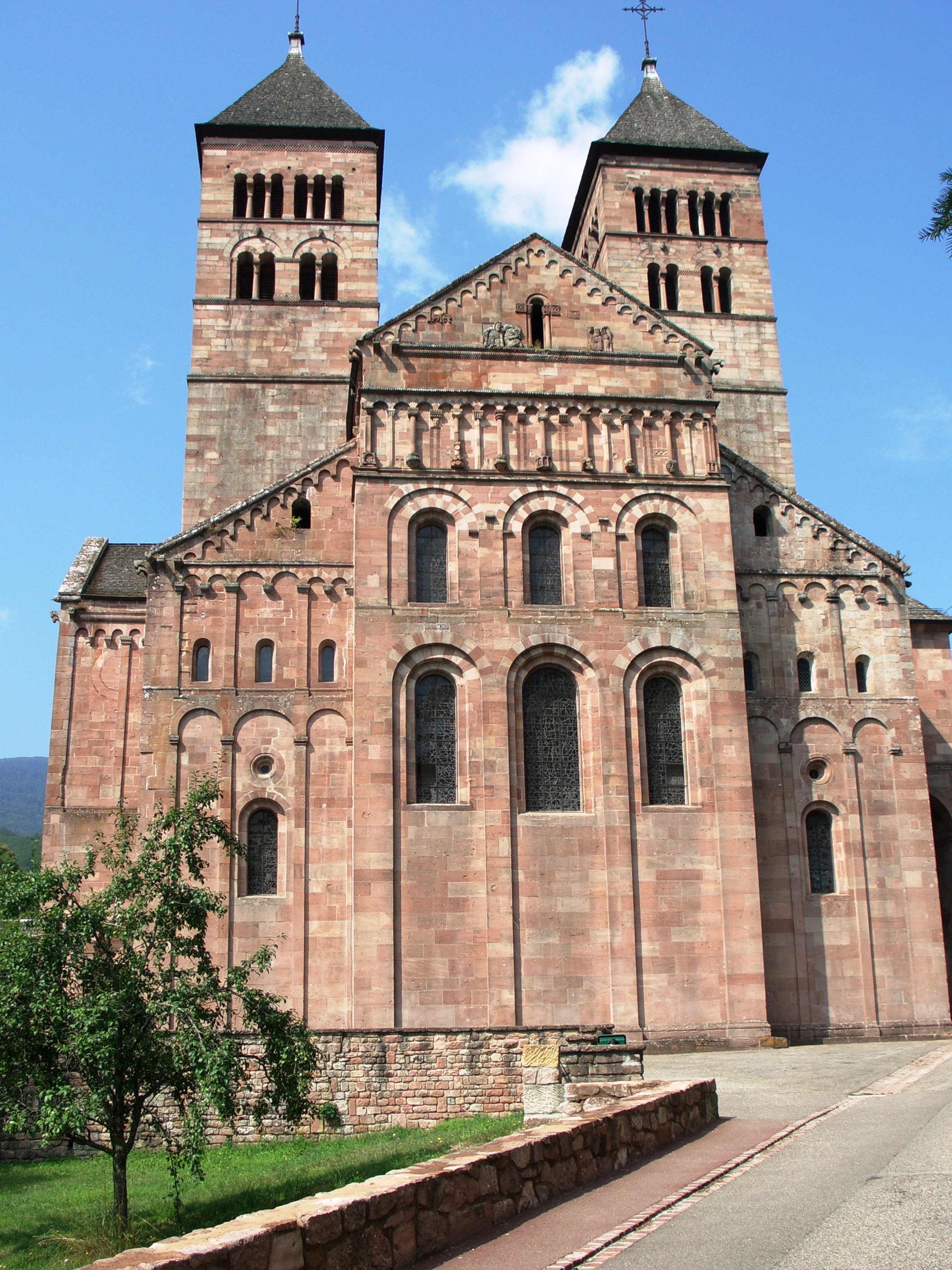
Murbach

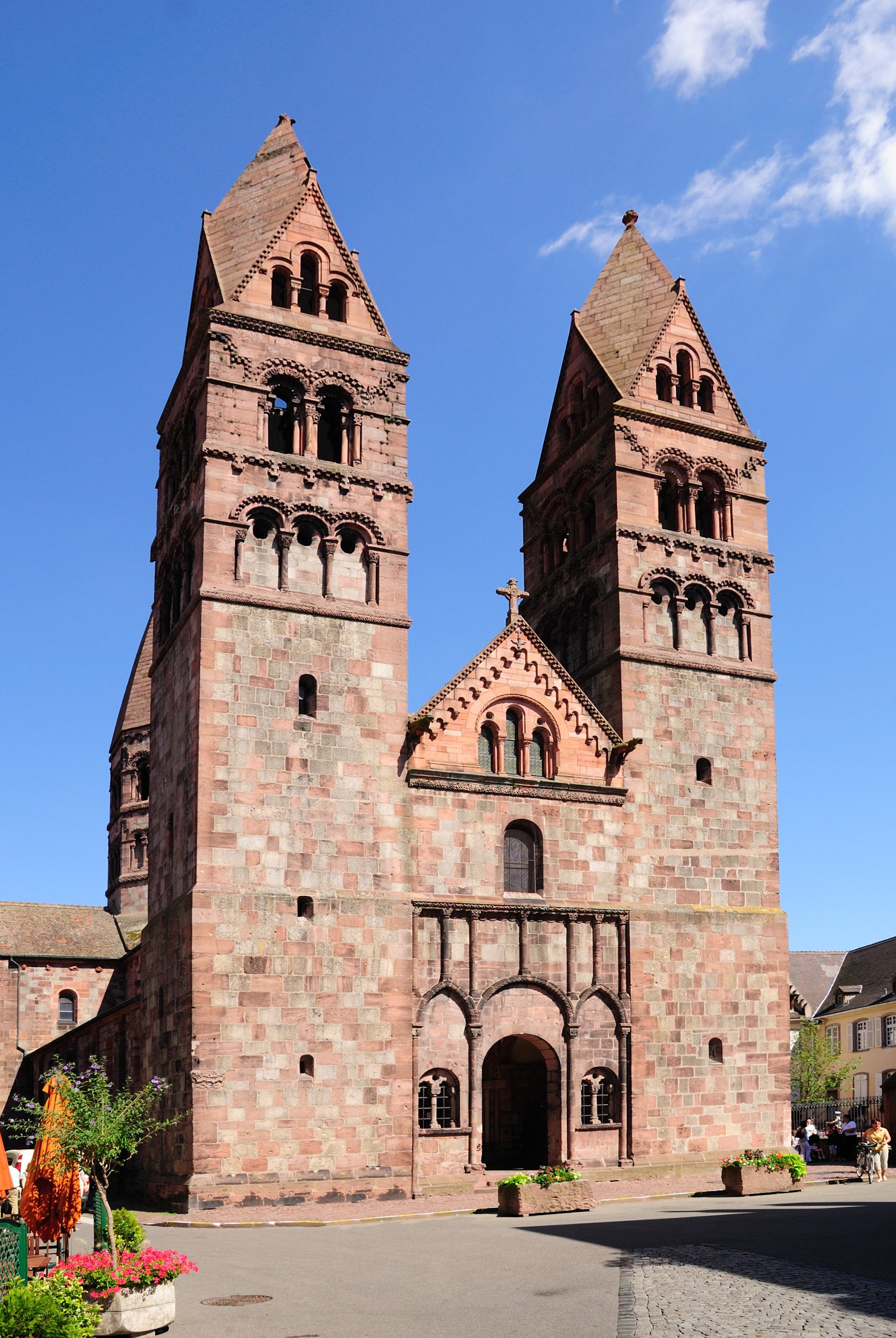
Sélestat

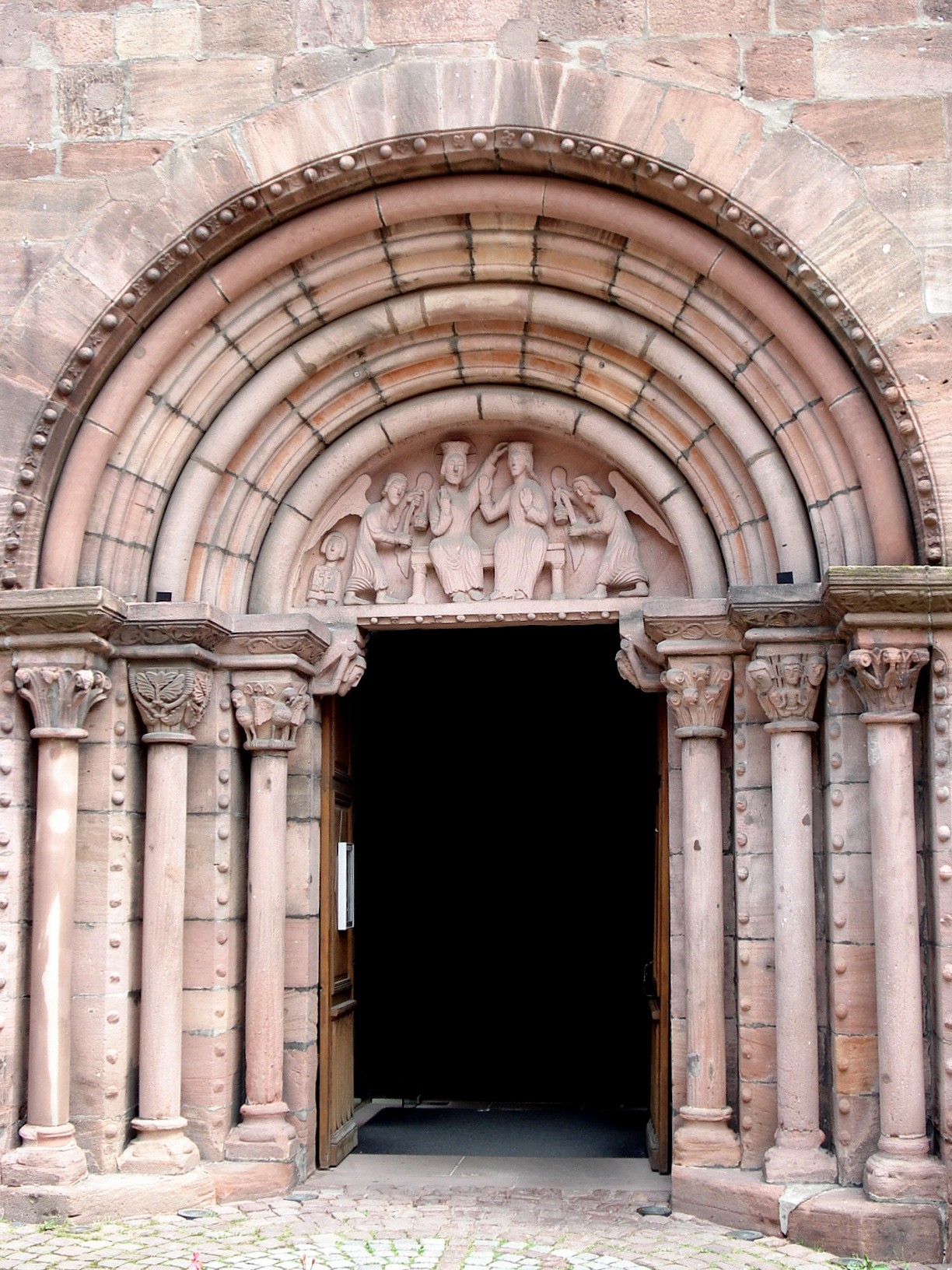
Kaysersberg

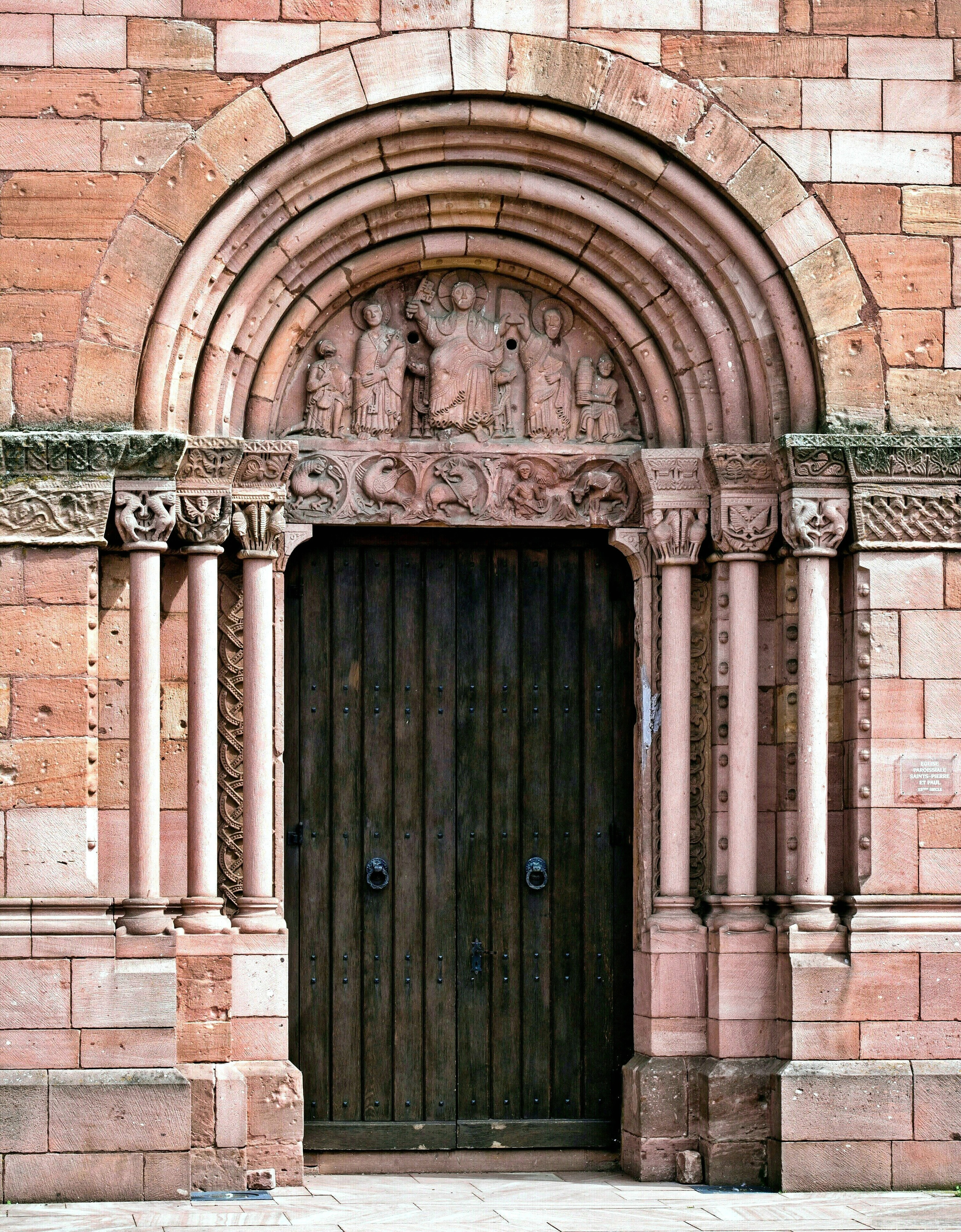
Sigolsheim

La ruta románica de Alsacia (en francés: Route Romane d'Alsace) es un itinerario turístico diseñado por la «Association Voix et Route Romane» para vincular los ejemplos más conocidos y más secretos de la arquitectura románica de Alsacia , en un itinerario de 19 etapas, que une iglesias, abadías y fortalezas, que van desde las primeras edificaciones románicas de Alsacia en la iglesia abacial de Saint Trophime, Eschau, hasta el siglo XIII, y el comienzo de la arquitectura gótica en Alsacia.

## Ciudades
De norte a sur, la ruta románica de Alsacia atraviesa los departamentos de Bajo Rin y el Alto Rin, pasando por:
- Wissembourg: iglesia  de San Pedro y San Pablo, iglesia gótica con restos de un edificio románico anterior  (Abadía de Wissembourg)
- Altenstadt: iglesia de San Ulrico, siglo XII.
- Surbourg: iglesia de San Arbogast, siglo XI.
- Neuwiller-lès-Saverne: Église Saint-Pierre-et-Saint-Paul, del siglo VIII al XIX (partes románicas visibles de los siglos XI-XIII);[5] iglesia de San Adelphe, 1190-1225[6]
- Saint-Jean-Saverne: iglesia de San Juan Bautista, siglo X.
- Marmoutier: Iglesia de San Martín, antigua iglesia abacial de Marmoutier, siglo XII.
- Obersteigen: capilla de la Asunción de la Virgen, siglo XIII.
- Estrasburgo: cripta abovedada debajo de Notre-Dame de Estrasburgo; iglesia de San Etienne, siglo XII; St. Thomas, claustro de la iglesia protestante Saint-Pierre-le-Jeune.
- Eschau: Iglesia de la abadía de Saint Trophime.
- Rosheim: iglesia  de San Pedro y San Pablo, siglo XII.
- Andlau: iglesia  de San Pedro y San Pablo, antigua iglesia de la abadía de Andlau, siglos X a XII.
- Epfig: capilla románica de Santa Margarita, siglo XI.
- Sélestat: Iglesia de Sainte Foy, siglo XII.
- Sigolsheim: iglesia de San Pedro y San Pablo, siglo XII.
- Kaysersberg: iglesia de la Santa Cruz.
- Gueberschwihr: iglesia de San  Pantaleón, siglo XII.
- Rouffach: Église Notre-Dame de l'Assomption, Rouffach.
- Lautenbach: Colegiata de Lautenbach.
- Murbach: iglesia de Saint Léger.
- Guebwiller: iglesia de San  Léger, inicios del siglo XIII.
- Ottmarsheim: iglesia de San Pedro y San Pablo, siglo XI.
- Feldbach: iglesia de San Jacques.

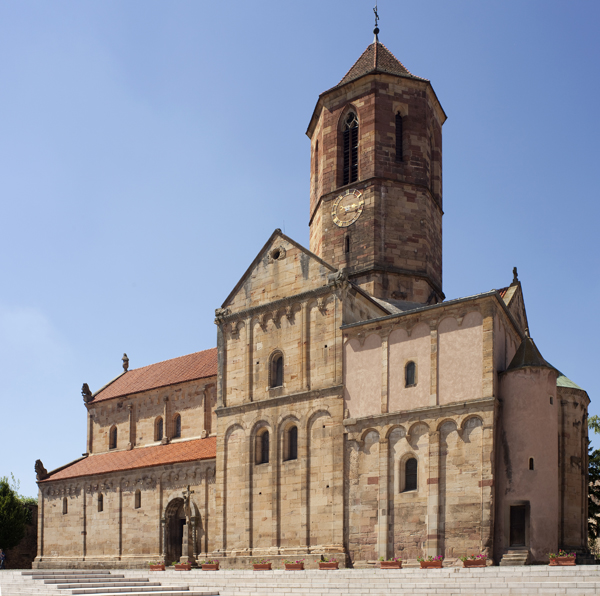
Iglesia de San Pedro y San Pablo, Rosheim
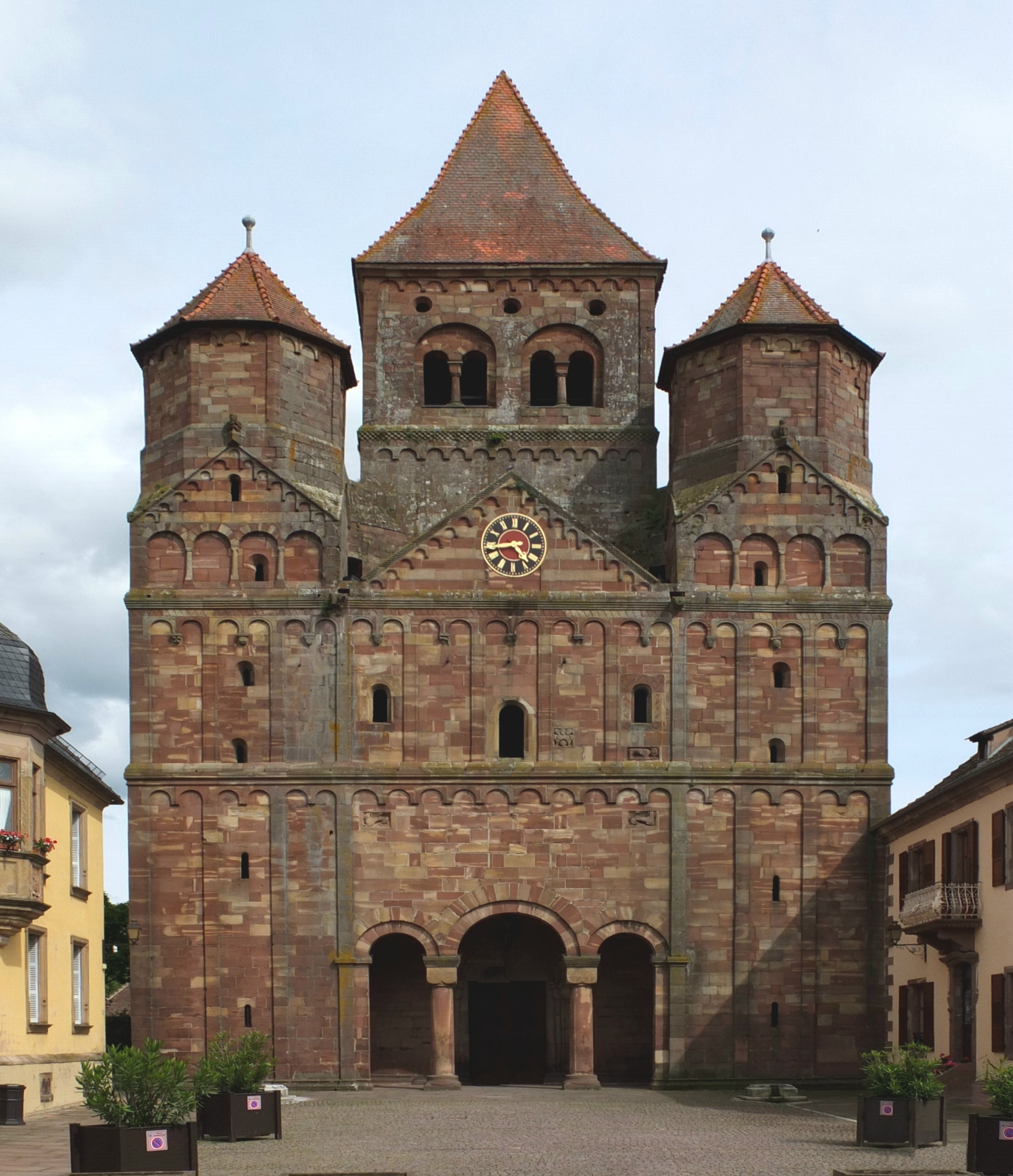
Antigua iglesia abacial de Marmoutier
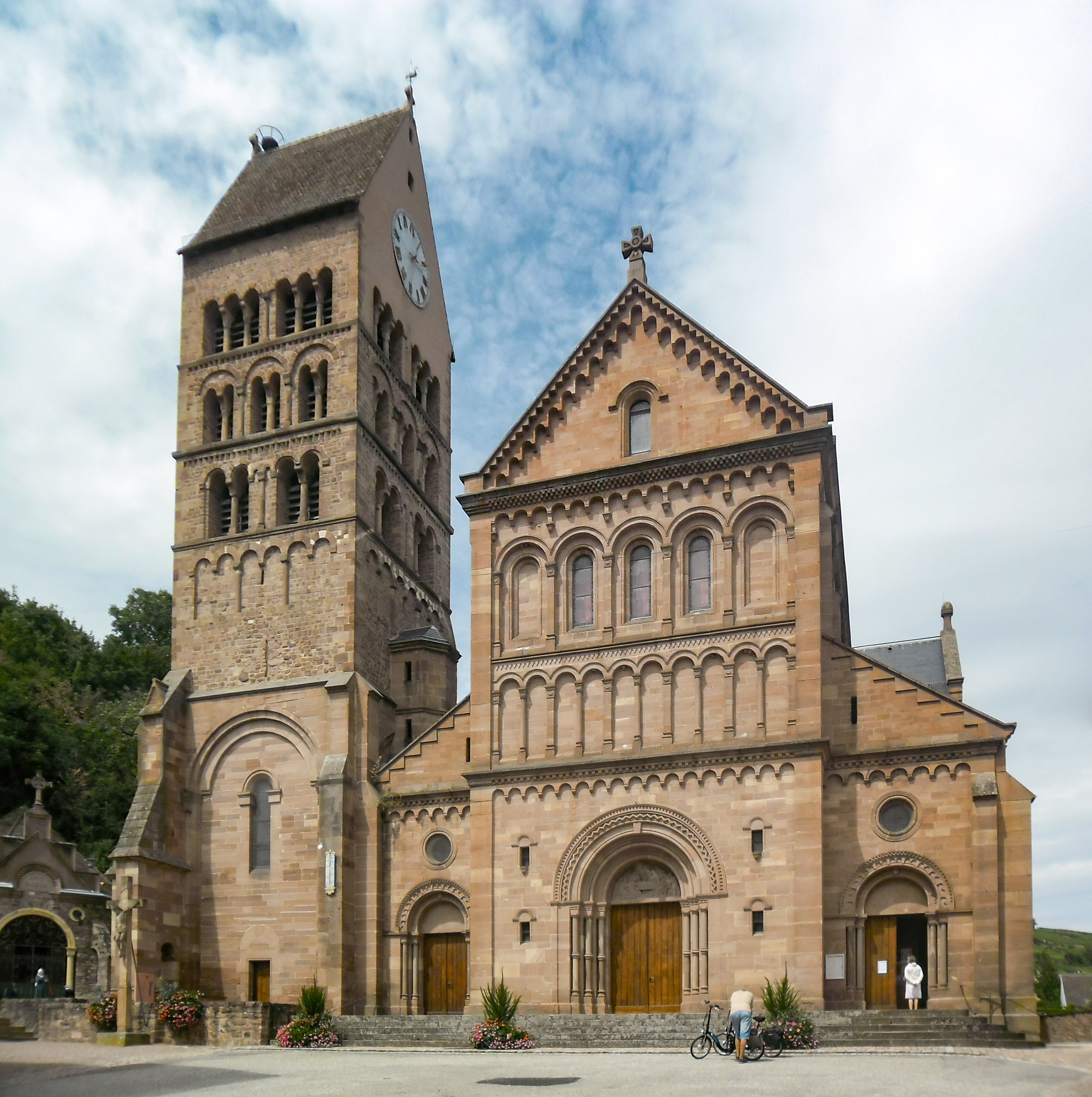
Iglesia de San  Léger, Gueberschwihr
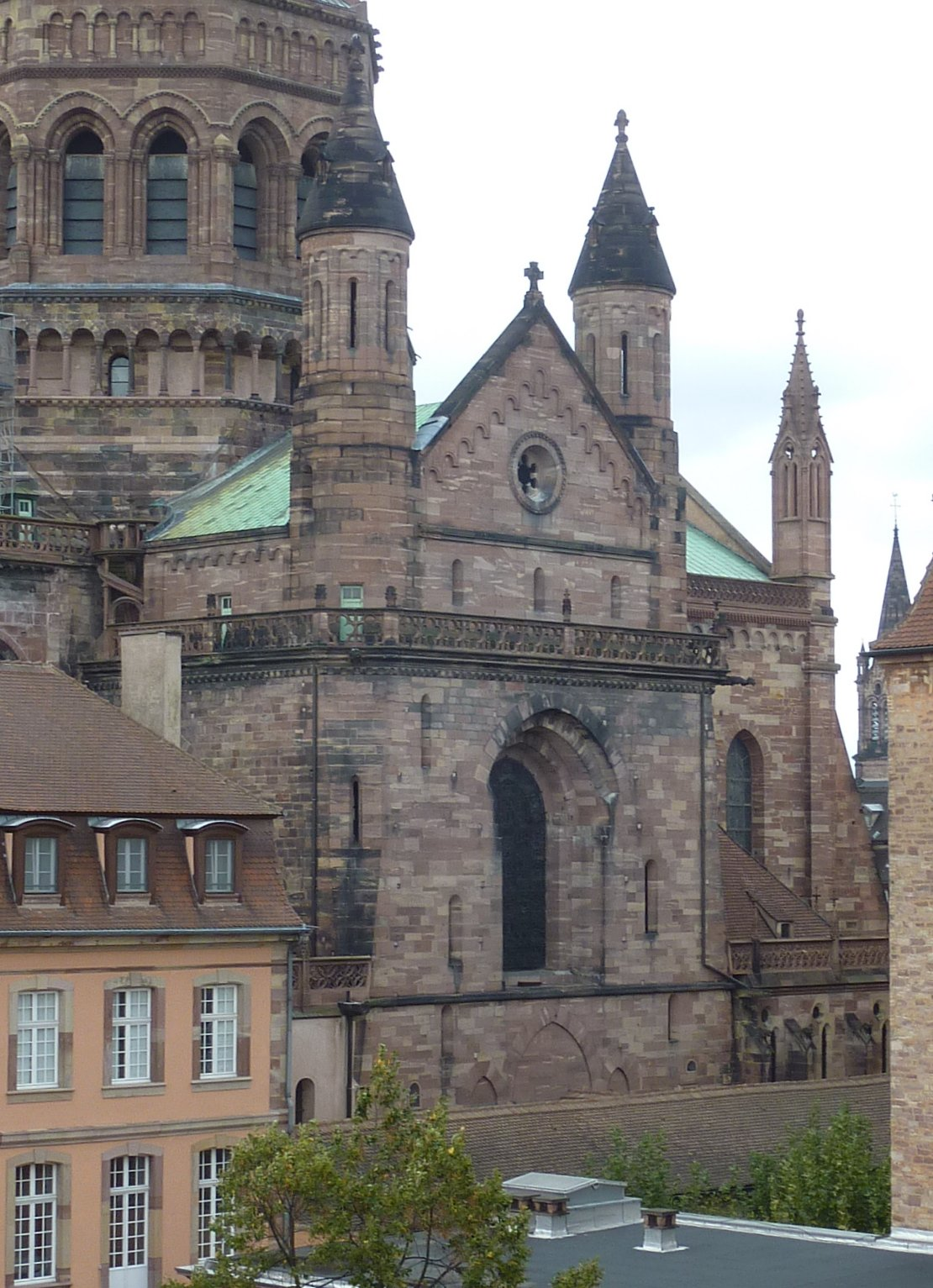
Cabecera románica de la Notre-Dame de Estrasburgo
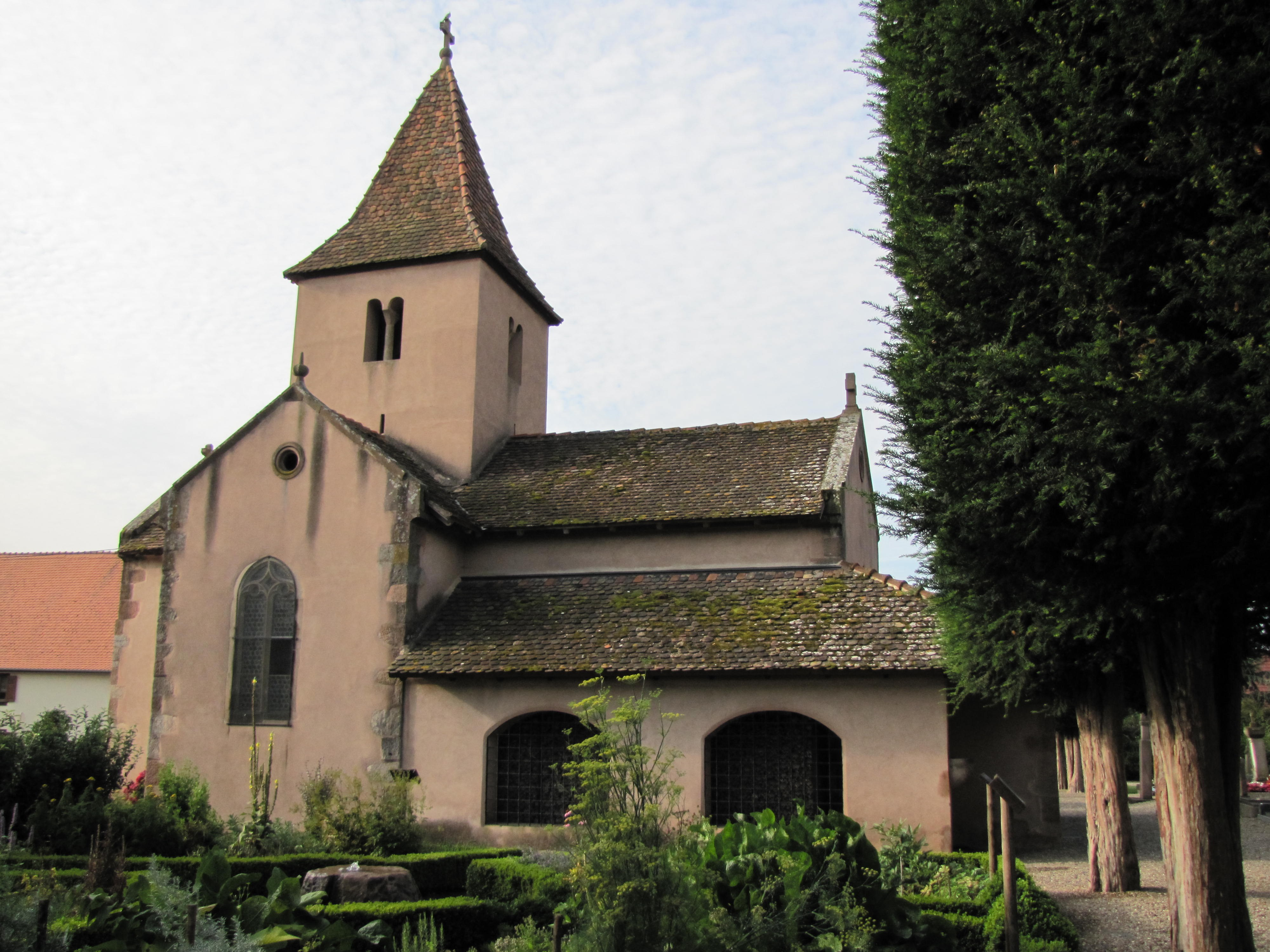
Capilla Santa Margarita, Epfig
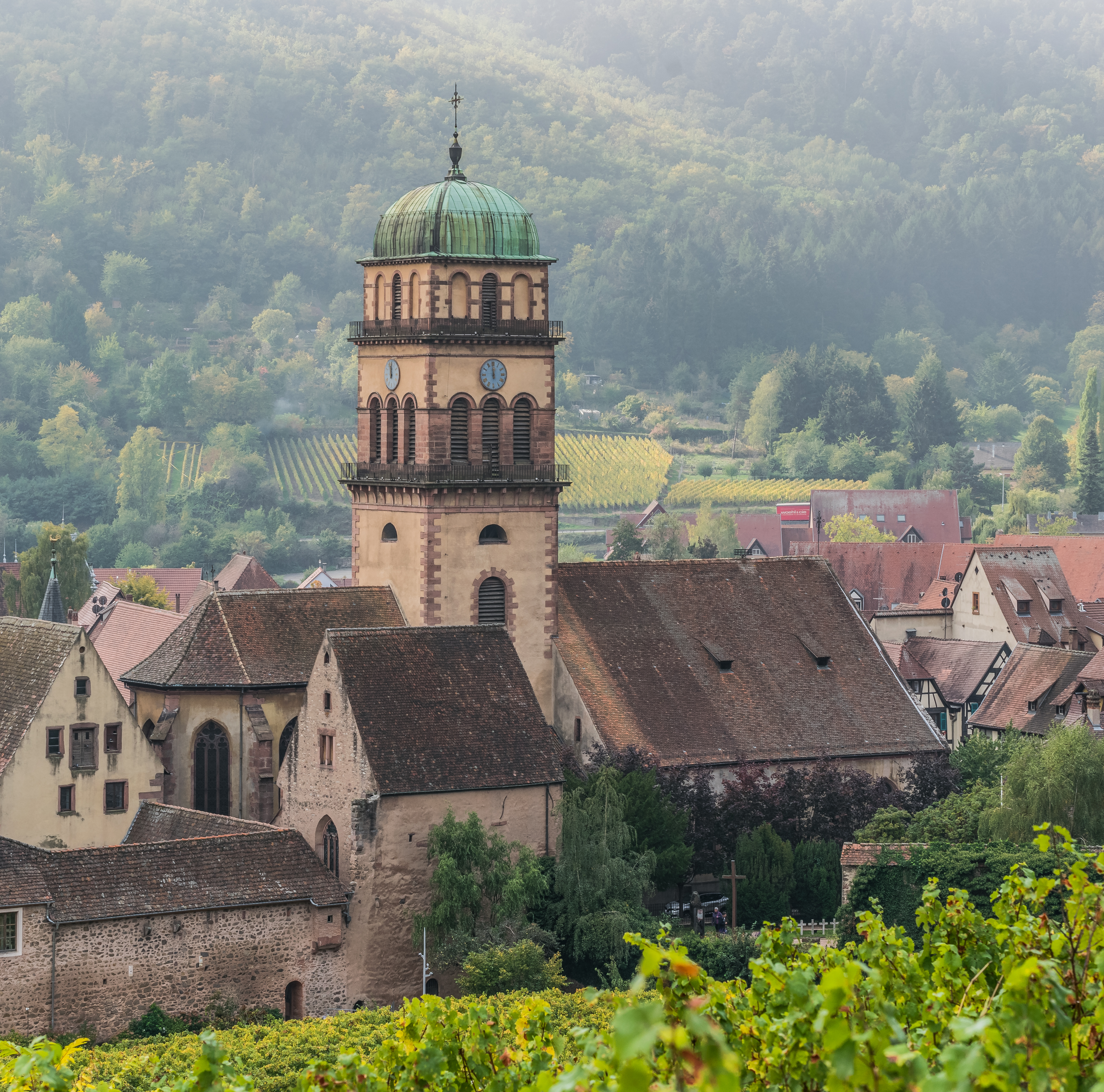
Iglesia de la Santa Cruz, Kaysersberg

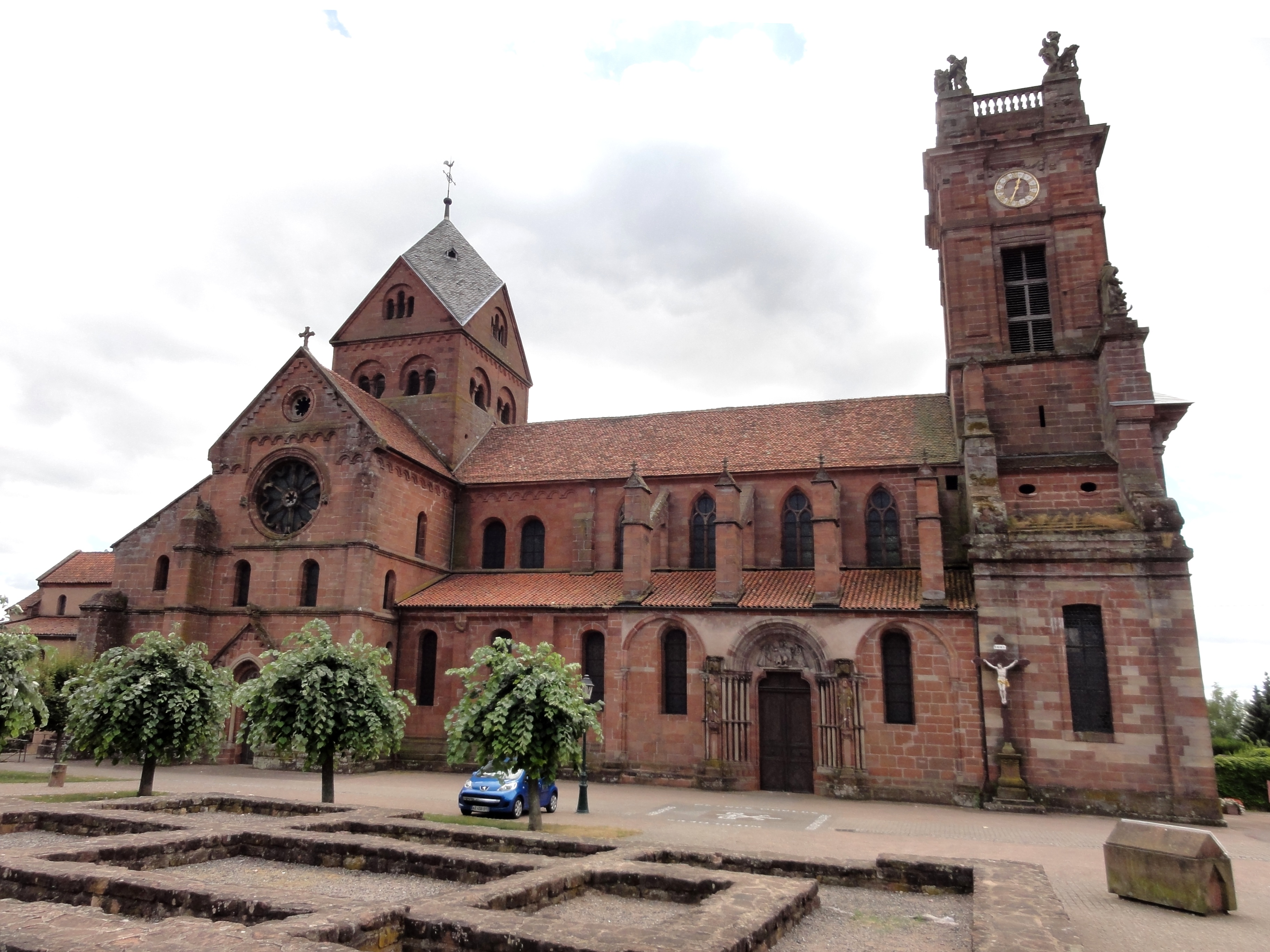
Neuwiller
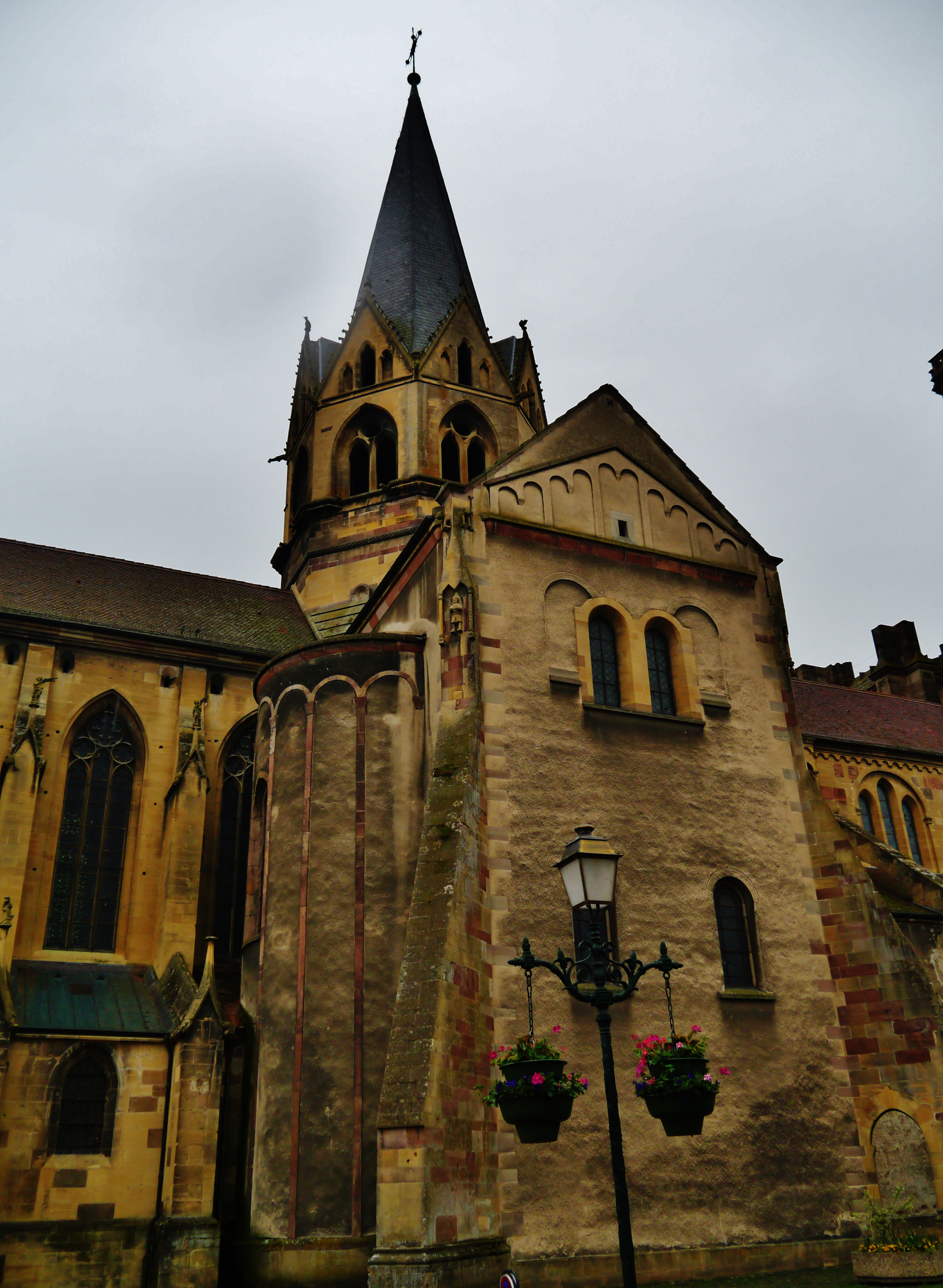
Notre-Dame-de-l'Assomption,Rouffach
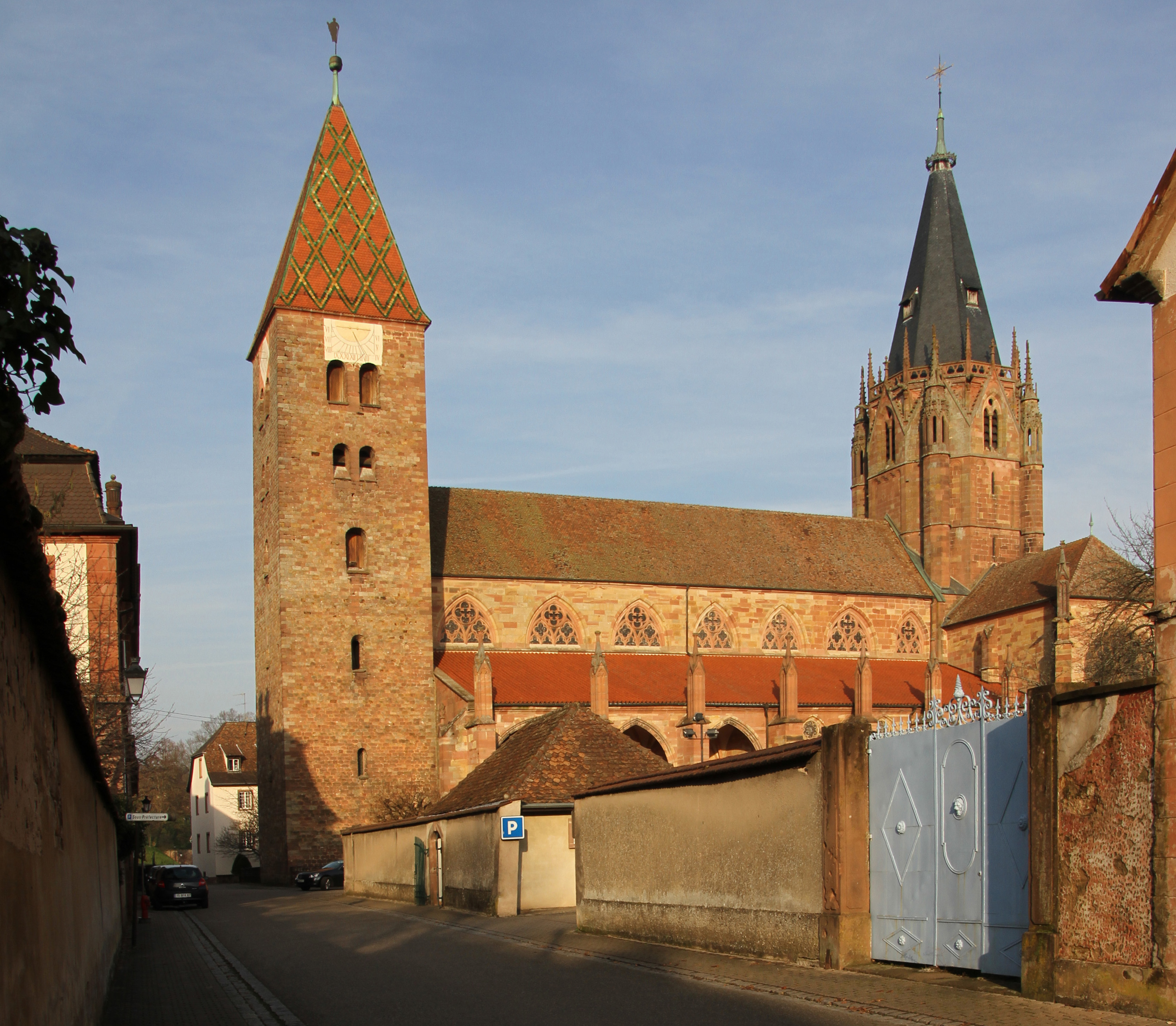
Iglesia de San Pedro y San Pablo, Wissembourg
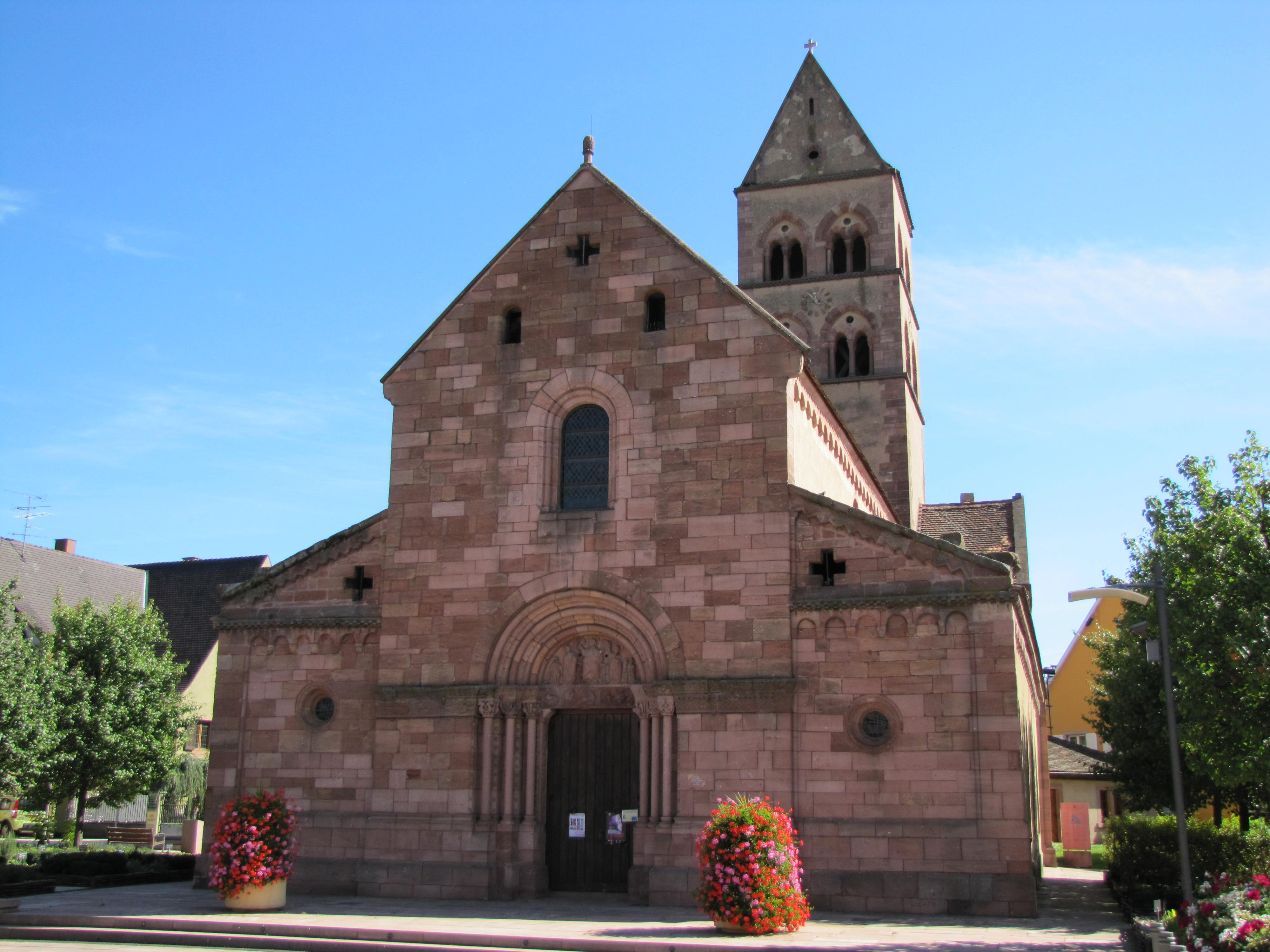
Iglesia de San Pedro y San Pablo, Sigolsheim
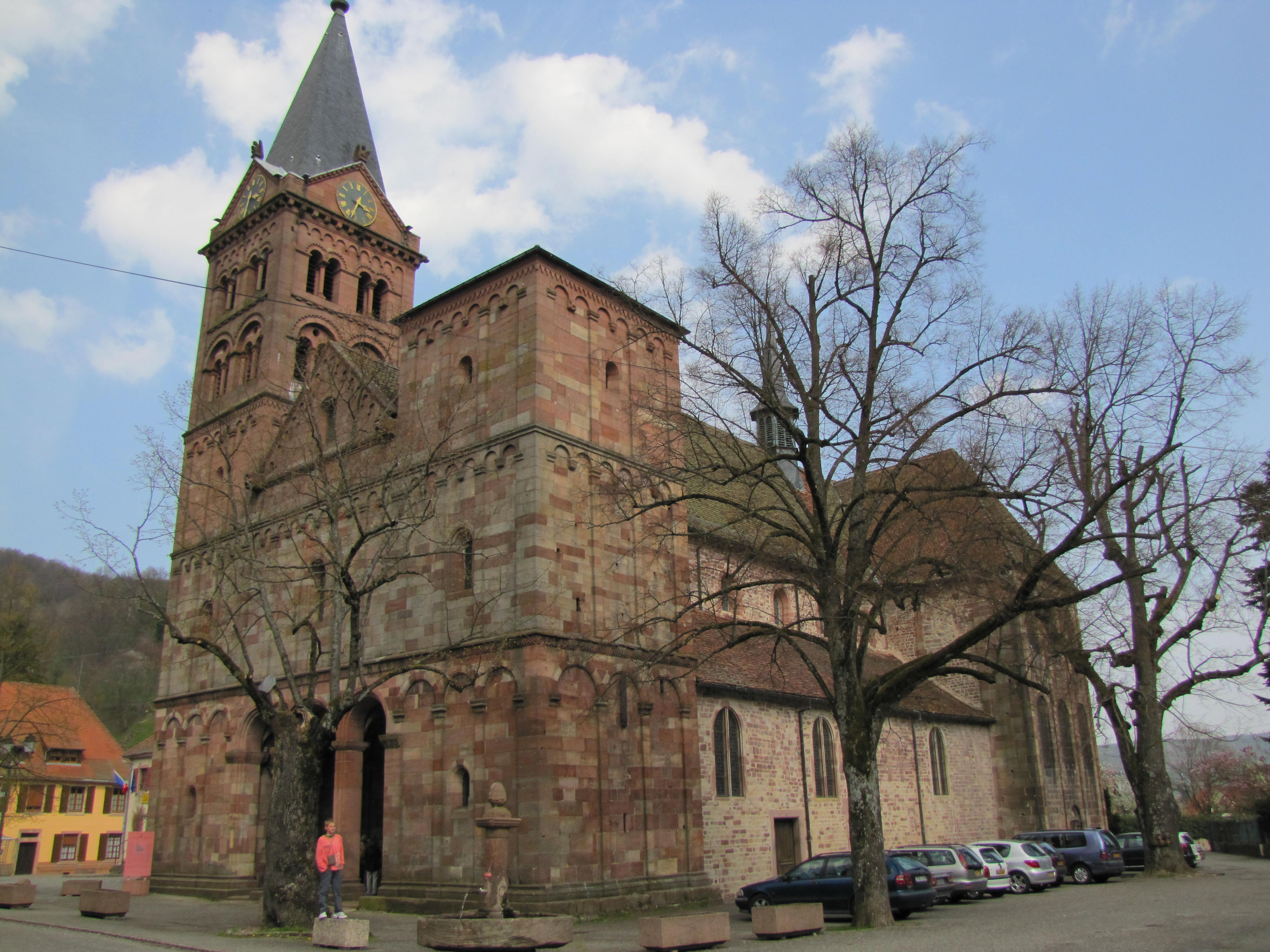
Colegiata de Lautenbach
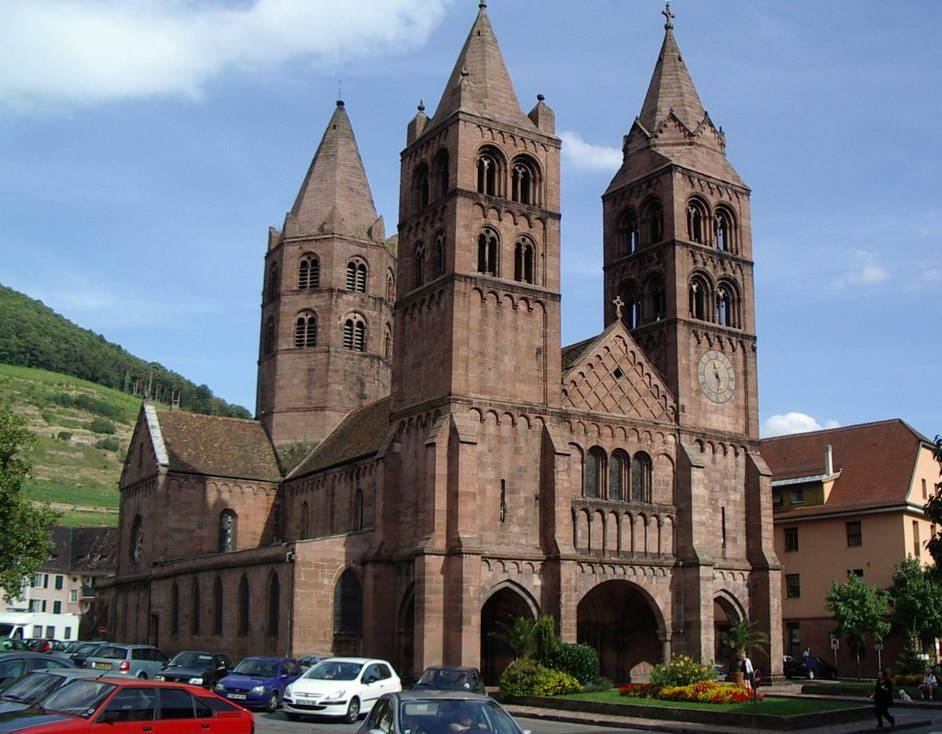
Iglesia de San Léger, Guebwiller
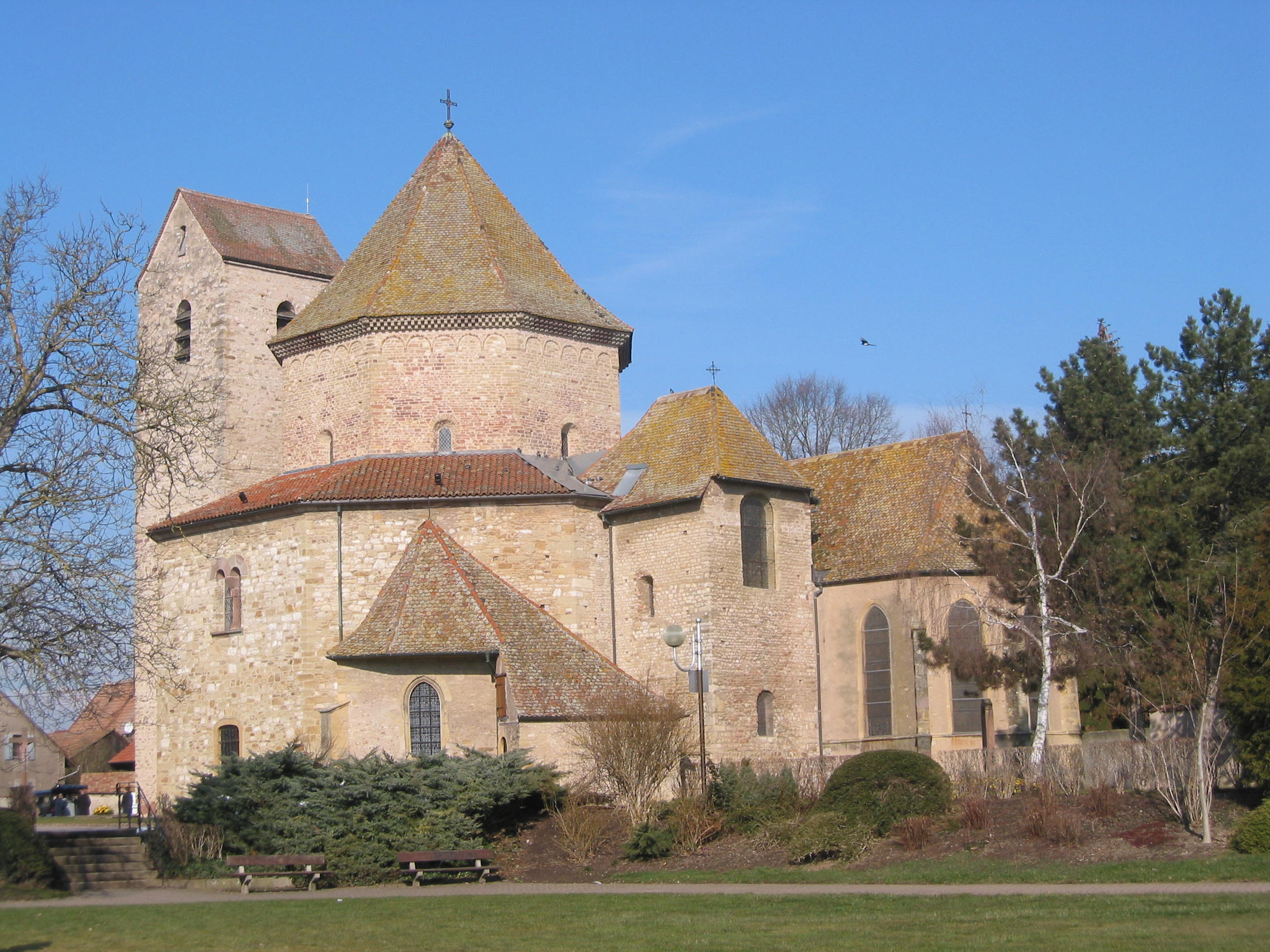
Iglesia de San Pedro y San Pablo, Ottmarsheim